# Caramahmet, Ismail
Caramahmet (în ucraineană Шевченкове, transliterat: Șevcenkove) este un sat în comuna Chilia Nouă din raionul Ismail, regiunea Odesa, Ucraina.

## Istoric
Satul a fost fondat în 1790 cu numele de Caramahmet. 
În anul 1776, lângă moșia generalului armatei otomane, Kara Mahmet, pe malul pârâului Techia, a apărut prima așezare ucraineană, fondată de familiile cazacilor din Siciul Zaporojean. Pe 12/23 aprilie 1790, așezarea s-a transformat într-o slobodă(en). În 1812, ca urmare a Tratatul de la București, a devenit parte a guberniei Basarabia a Imperiului Rus. În 1856, conform rezultatelor Tratatul de la Paris, a fost transferată Moldovei împreună cu restul fâșiei Cahul-Bolgrad-Ismail, ajungând astfel să facă parte din Principatele Unite Române până în 1878, când, conform Tratatului de la Berlin, satul a revenit la Gubernia Basarabia, împreună cu acea fâșie, România primind în schimbul ei Dobrogea de Nord. În 1917, după prăbușirea Imperiul Rus(en), gubernia a devenit independentă sub numele de Republica Democratică Moldovenească, care la scurt timp s-a alăturat Regatului României. În 1940, conform pactul Ribbentrop-Molotov, Uniunea Sovietică a anexat Basarabia la URSS, iar satul a fost inclus în RSS Ucraineană. După declanșarea operațiunii Barbarossa de către Hitler, satul a revenit la Regatul României. În 1944, în timpul celei de-a doua operațiuni Iași-Chișinău, Armata Sovietică a invadat din nou teritoriul, și l-a reanexat Ucrainei Sovietice. În 1946, numele satului a fost schimbat în Șevcenkovo. În 1991, după destrămarea Uniunii Republicilor Sovietice Socialiste, satul a devenit parte a Ucrainei independente, sub numele ucrainean de Șevcenkove.

## Demografie
Distribuția populației după limba maternă:
     Ucraineană (96,85%)
     Rusă (1,51%)
     Română (0,73%)
     Bulgară (0,39%)
     Romani (0,25%)
     Alții (0,27%)
Conform recensământului din 2001, majoritatea populației localității Caramahmet era vorbitoare de ucraineană (96,85%).

## Locuri de interes

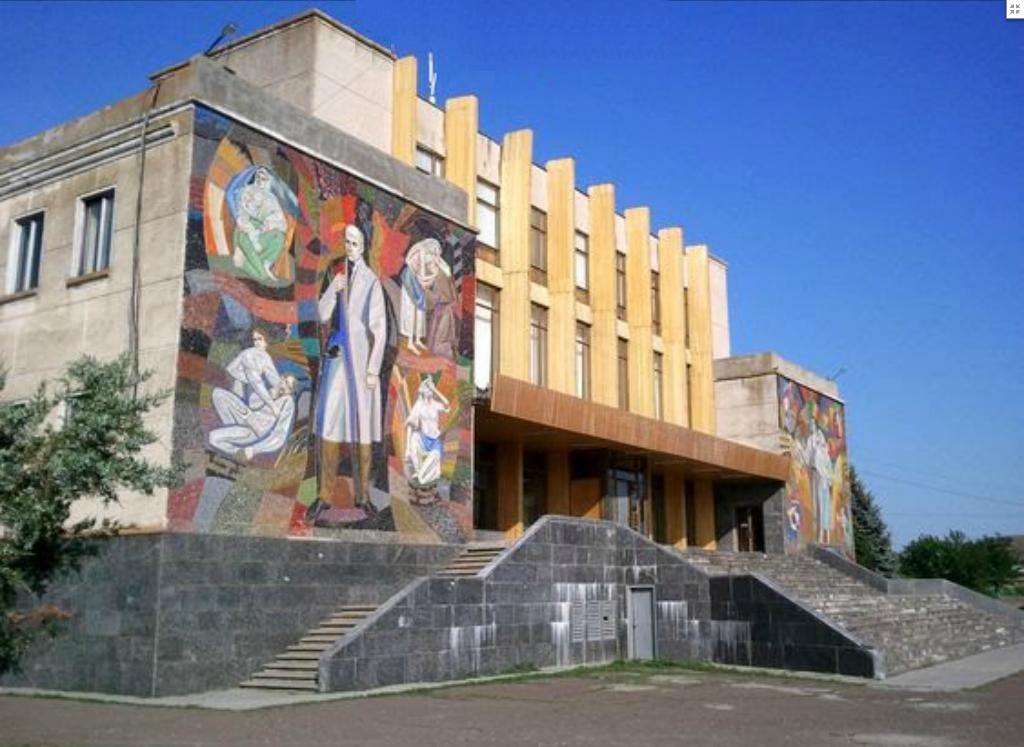
Palatul Culturii
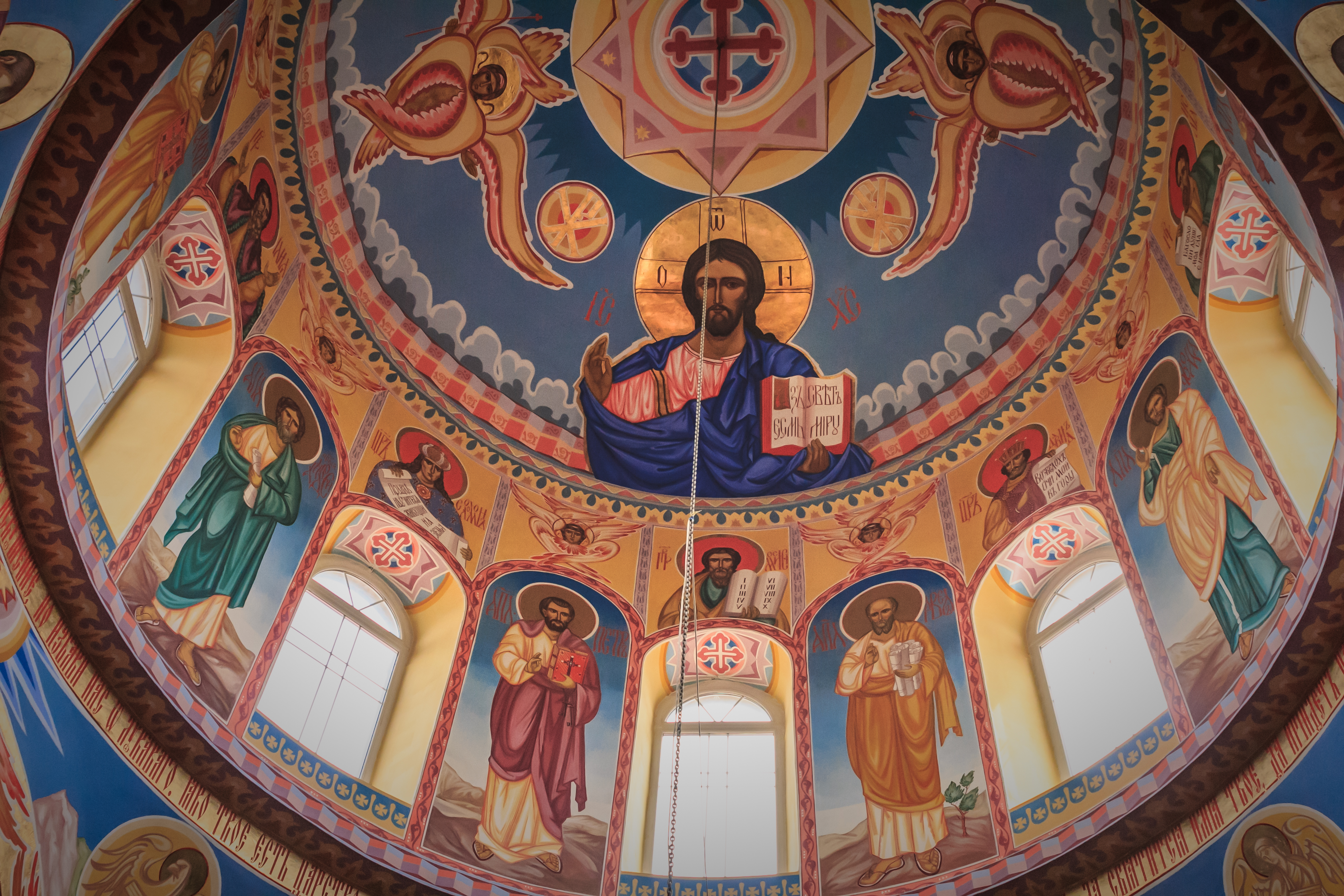
Cupola Bisericii „Sf. Ioan” (care se află în jurisdicția Bisericii Ortodoxe a Ucrainei)
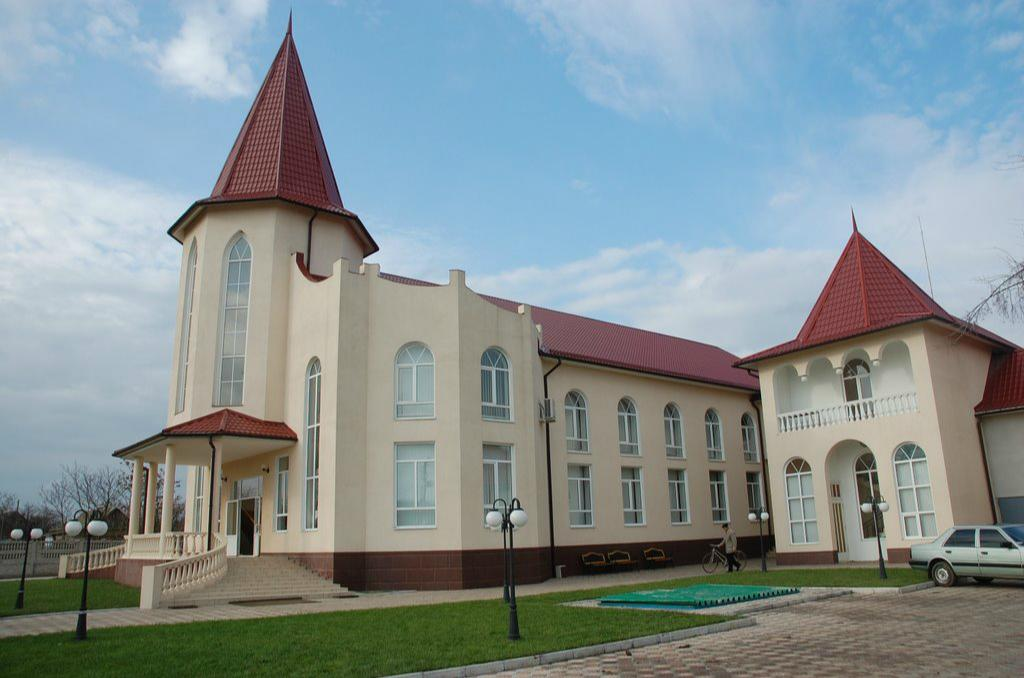
Clădirea Bisericii Baptiste, numită și Casa Evangheliei